# Pavel Loskutov
Pavel Loskutov, né le 2 décembre 1969 à Valka en Lettonie, est un ancien athlète estonien, spécialiste du fond et du marathon.

## Biographie
En 2002, il termine 2e du marathon de Paris, derrière Benoît Zwierzchiewski, établissant sa meilleure performance personnelle et le record d'Estonie. La même année, il devient vice-champion d'Europe du marathon en 2002, en 2 h 13 min 18 s, derrière le Finlandais Janne Holmen.
Il est vainqueur des marathons de Francfort en 1999 et 2001, de Séoul en 2003 et 2004 et d'Helsinki en 1999.
Il remporte également le semi-marathon de Riga en 2008.
Il participe à quatre reprises au marathon des Jeux olympiques en terminant, chaque fois, l'épreuve.
Il prend sa retraite en 2010.

### Palmarès
| Date         | Compétition           | Lieu   | Résultat | Épreuve  | Performance     |
| ------------ | --------------------- | ------ | -------- | -------- | --------------- |
| 11 août 2002 | Championnats d'Europe | Munich | 2e       | Marathon | 2 h 13 min 18 s |

#### National
- 3 titres au 3 000 m steeple (1993-1995)
- 4 titres au 5 000 m (1994, 1995, 1998, 2003)[3]
- 5 titres au 10 000 m (1996, 1998, 1999, 2001, 2010)[4]
- 11 titres au semi-marathon (1993, 1997, 1999-2005, 2007, 2010)[5]
- 1 titre au marathon (2010)[6]

### Records
| Épreuve       | Performance          | Lieu     | Date         |
| ------------- | -------------------- | -------- | ------------ |
| 5 000 m       | 13 min 46 s 61       | Tartu    | 19 juin 2001 |
| 10 000 m      | 29 min 14 s 03       | Tartu    | 7 août 1999  |
| semi-marathon | 1 h 03 min 00 s      | Göteborg | 12 mai 2001  |
| marathon      | 2 h 08 min 53 s (RN) | Paris    | 7 avril 2002 |